# Nyctinomops macrotis
Nyctinomops macrotis är en fladdermusart som först beskrevs av Gray 1840.  Nyctinomops macrotis ingår i släktet Nyctinomops och familjen veckläppade fladdermöss. IUCN kategoriserar arten globalt som livskraftig. Inga underarter finns listade i Catalogue of Life.

## Utseende
Hannar blir med en absolut längd (inklusive svans) av 14,5 till 16 cm större än honor som blir 12 till 13,9 cm långa (med svans). Båda kön har 58 till 63 mm långa underarmar, en 40 till 57 mm lång svans, 7 till 11 mm långa bakfötter och 25 till 32 mm långa öron. Artens vingspann är 42 till 44 cm.
Ungefär 25mm av svansen ligger utanför flygmembranen (delen mellan bakbenen). Beroende på utbredning varierar pälsfärgen mellan rödbrun, mörkbrun eller svartaktig. Nära roten är alla hår vita. På buken är håren kortare och därför är pälsen där ljusare. Liksom alla andra veckläppade fladdermöss har Nyctinomops macrotis flera veck i övre läppen. På hjässan är öronen sammanlänkade med varandra. Öronens tragus är förminskad. Tandformeln är I 1/2 C 1/1 P 2/2 M 3/3, alltså 30 tänder.

## Utbredning och habitat
Arten har tre från varandra skilda populationer i Amerika. Den första i sydvästra USA (från Utah och Colorado söderut) och Mexiko, den andra på Kuba, Jamaica och Hispaniola samt den tredje i norra Sydamerika, söderut till norra Argentina och sydöstra Brasilien. Det är omstritt om fladdermusen förekommer i Paraguay och/eller Uruguay. Nyctinomops macrotis lever i låglandet och i bergstrakter upp till 2600 meter över havet. Habitatet utgörs av olika slags skogar som fuktiga städsegröna skogar, halvtorra lövfällande skogar och barrskogar.

## Ekologi
Denna fladdermus jagar insekter och den utför ofta längre vandringar. En individ iakttogs 1938 i British Columbia i Kanada.
Arten jagar huvudsakligen nattfjärilar med hjälp av ekolokalisering. Andra typiska byten är gräshoppor, flygande myror och skalbaggar. Troligen plockar fladdermusen några insekter som saknar flygförmåga från klippor. Nyctinomops macrotis vilar oftast i bergssprickor och dessutom används grottor, byggnader och troligen trädens håligheter som sovplats. Troligen intar några individer ett stelt tillstånd (torpor) under vintern men de flesta exemplaren vandrar till varmare regioner. Denna fladdermus når uppskattningsvis en hastighet av 40 km/h under flyget. Arten kan hoppa för att nå sin flygposition. Nära besläktade arter behöver istället störta från en hög plats för att nå flyghastigheten.
Parningen sker under vintern eller våren men den egentliga dräktigheten börjar senare så att ungen föds under sommaren. Dräktigheten varar två till tre månader och sedan föds allmänt en enda unge. Honor bildar före födelsen egna flockar som är skilda från hannarna. Ungen diar sin mor upp till tre månader och kort efteråt blir den könsmogen.
Sjukdomen white nose syndrome som drabbar många andra fladdermöss i Nordamerika dokumenterades fram till 2010 inte hos Nyctinomops macrotis.